# Citharexylum ligustrifolium
Citharexylum ligustrifolium là một loài thực vật có hoa trong họ Cỏ roi ngựa. Loài này được (Thur. ex Decne.) Van Houtte mô tả khoa học đầu tiên năm 1887.